# Biscarrosse
Biscarrosse là một xã trong tỉnh Landes, thuộc vùng Nouvelle-Aquitaine của nước Pháp, có dân số là 9.281 người (thời điểm 1999). Biscarrosse nằm khoảng 80 km về phía tây-nam của Bordeaux trong Pays de Born.